# Carbonatite
Une carbonatite est une roche magmatique, intrusive ou extrusive, qui contient au moins 50 % de carbonates. Les magmas carbonatitiques sont généralement très pauvres en silice (un à quelques %). Les laves carbonatitiques sont extrêmement fluides à relativement faible température (500 à 600 °C).
Les carbonatites à l'affleurement sont presque toutes intrusives (plutoniques ou subvolcaniques). Les coulées ou éjectas de carbonatite sont rares en raison de leur facile altération par dissolution des carbonates : les éruptions carbonatitiques ne sont pas nécessairement très rares, mais leurs produits ont été mal conservés tout au long de l'histoire de la Terre.
Les carbonatites se présentent le plus souvent sous la forme de petits culots ou necks au sein de complexes intrusifs alcalins, ou sous celle de dykes, de sills, de brèches ou de veines. On les trouve presque exclusivement dans des contextes tectoniques de type rift continental.
Il semble qu'il y ait eu, depuis l'Archéen, une augmentation régulière de l'activité carbonatitique. Néanmoins, le seul volcan carbonatitique connu pour avoir eu des éruptions historiques est un volcan actif, l'Ol Doinyo Lengaï en Tanzanie. La température de ses laves sont les plus basses au monde : entre 500 et 550 °C. Ce sont des natrocarbonatites, dont les principaux minéraux sont la nyeréréite (en) et la grégoryite (en).

## Occurrences
On connaît 527 localités à carbonatite, réparties sur tous les continents ainsi que sur les îles océaniques. La plupart sont des intrusions de roches ignées riches en calcite, sous la forme de necks volcaniques, de dykes et de feuillets coniques (en). Elles sont généralement associées à des intrusions plus volumineuses de roches silicatées mais riches en alcalins. Les carbonatites extrusives sont particulièrement rares : on n'en connaît que 49 et elles semblent se limiter à quelques zones de rift continental, telles que la vallée du Rhin et le rift est-africain,.

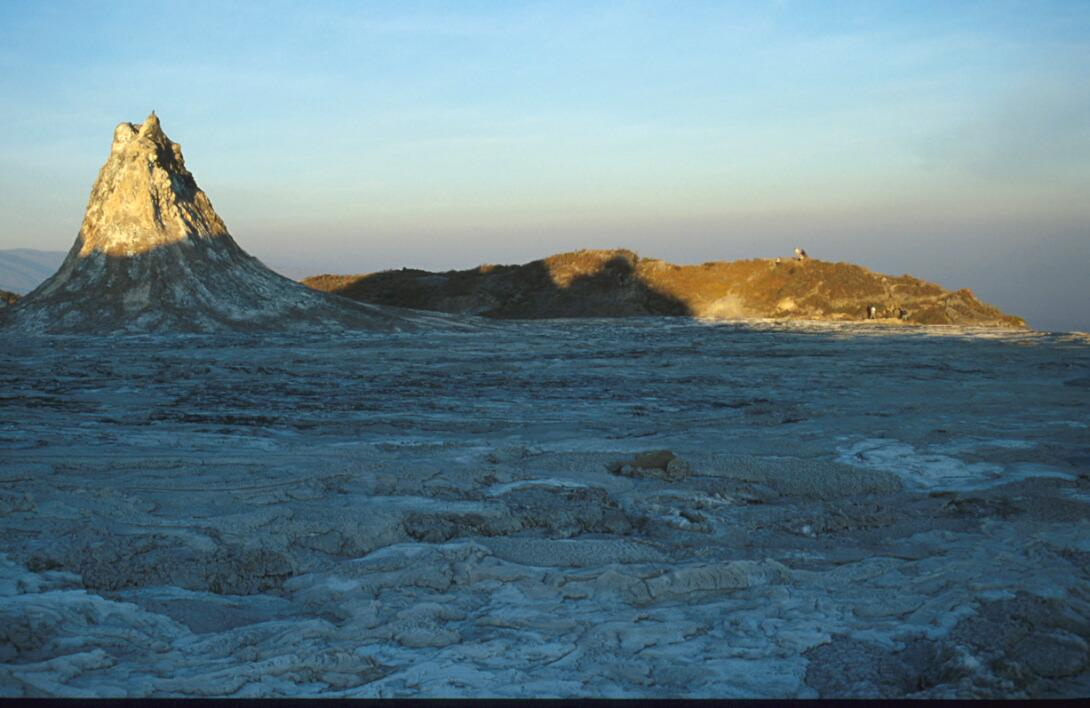
Hornito de carbonatite. Cratère de l'Ol Doinyo Lengaï (Tanzanie).
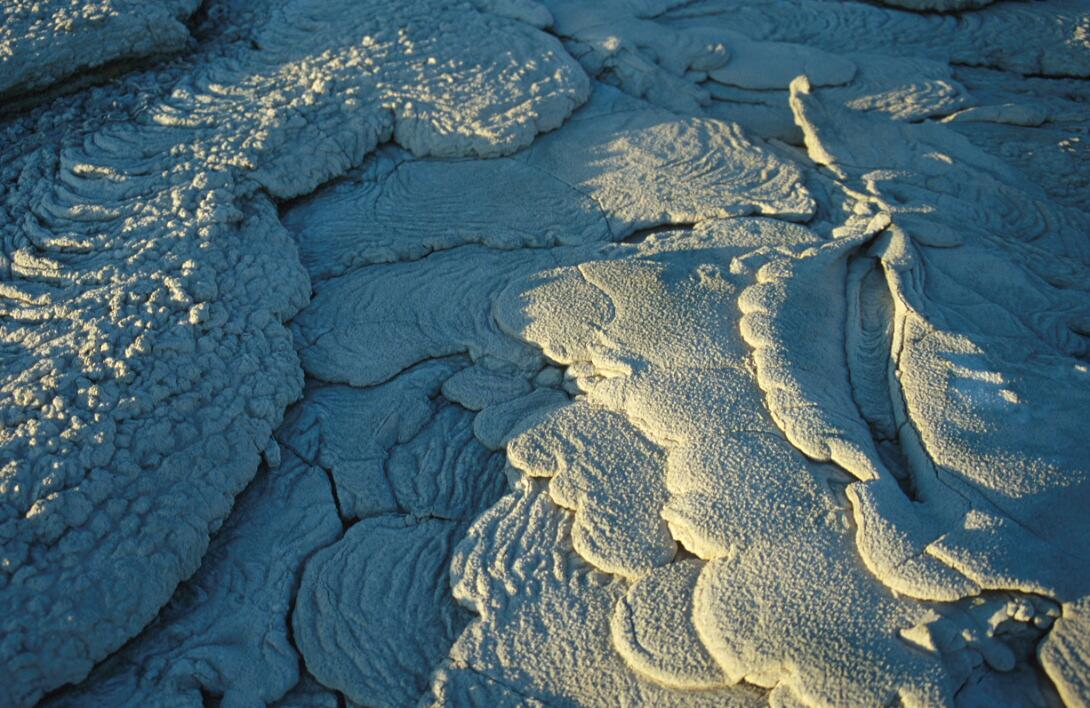
Coulée refroidie de carbonatite. Cratère de l'Ol Doinyo Lengaï (Tanzanie).
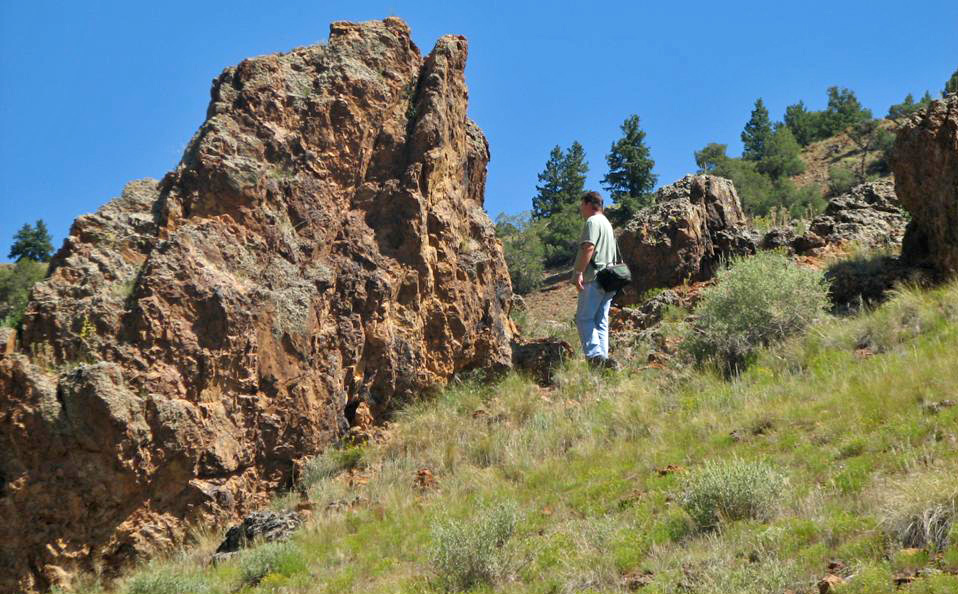
Intrusion de magnésiocarbonatite. Complexe d'Iron Hill, Powderhorn (en) (Colorado, États-Unis).
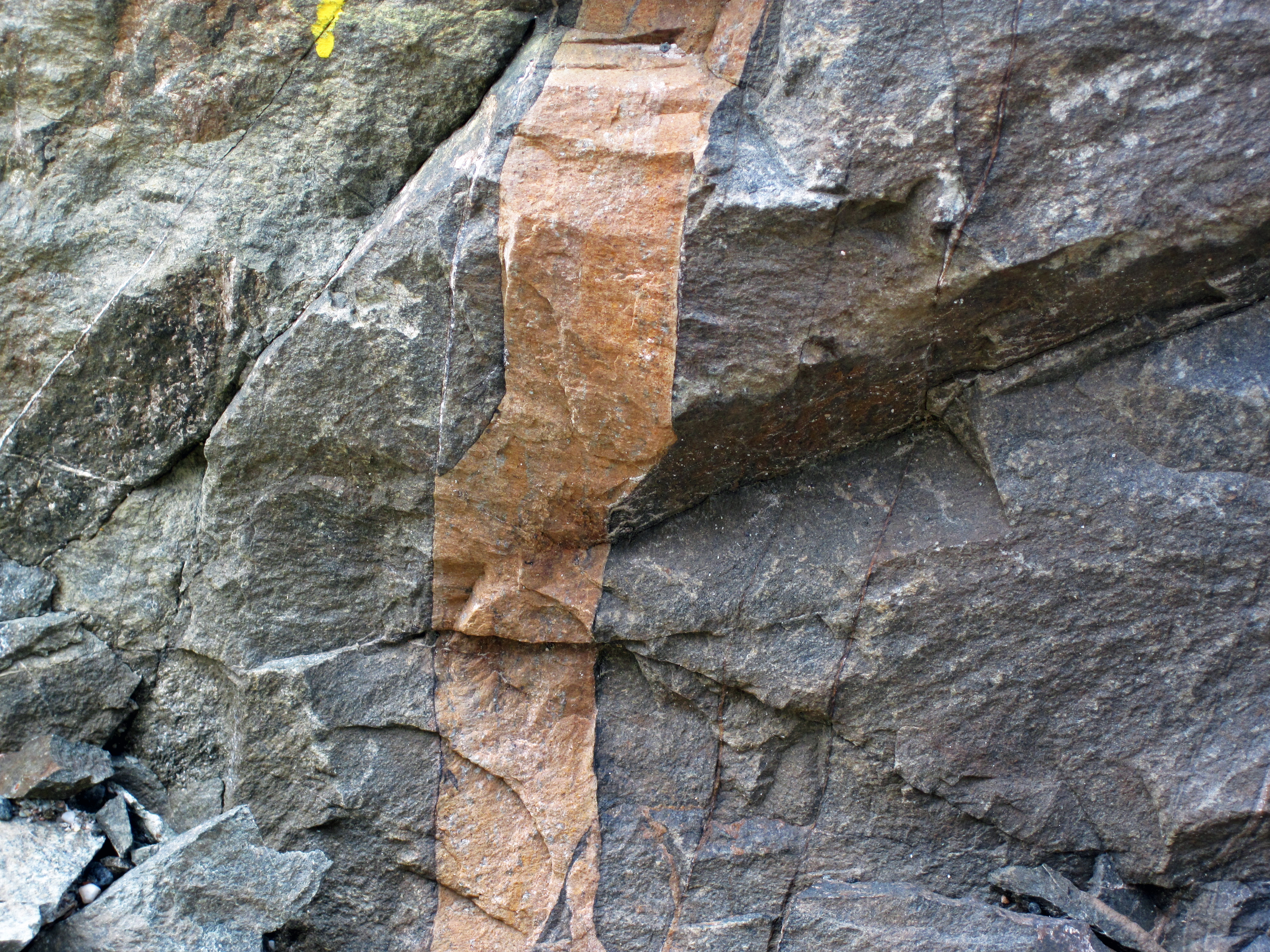
Dyke de calciocarbonatite. Greenstone belt de Michipicoten (Ontario, Canada).

### Associations
Les carbonatites sont généralement associées à des roches magmatiques sous-saturées en silice : soit des roches agpaïtiques riches en alcalins (Na2O et K2O), en fer ferrique (Fe2O3) et en zirconium (ZrO2), soit des roches miaskitiques riches en FeO, CaO et MgO et pauvres en alcalins et en zirconium. Les plus fréquentes de ces roches magmatiques sont les ijolites (en), les melteigites, les teschenites, les lamprophyres, les phonolites, les foyaïtes, les shonkinites (en), les pyroxénites à feldspathoïdes sous-saturées en silice (essexites) et les syénites néphéliniques (en).
Les carbonatites sont souvent associées à des complexes de roches alcalines zonées radialement, par exemple à Phalaborwa (Afrique du Sud). La carbonatite de Mount Weld (en) (Australie-Occidentale) n'est pas associée à un tel complexe, mais des magmas calc-alcalins sont connus dans la région.

## Pétrologie et minéralogie
Les laves carbonatitiques jaillissent noires (rougeoyantes lorsque la luminosité baisse) et blanchissent très vite une fois refroidies, les minéraux s'altérant avec l'humidité atmosphérique. Avant l'altération, les carbonates présents peuvent être la calcite (un carbonate de calcium), la dolomite (un carbonate de calcium et de magnésium), l'ankérite (un carbonate de calcium et de ferromagnésiens), la sidérite (un carbonate de fer) ainsi que la nyeréréite (en) et la grégoryite (en) (des carbonates de sodium et de potassium). Les autres minéraux primaires sont très variés : natrolite, sodalite, apatite, magnétite, barytine, fluorine et minéraux du groupe de l'ancylite (en), plus d'autres minéraux rares que l'on ne trouve pas dans les roches ignées plus courantes.

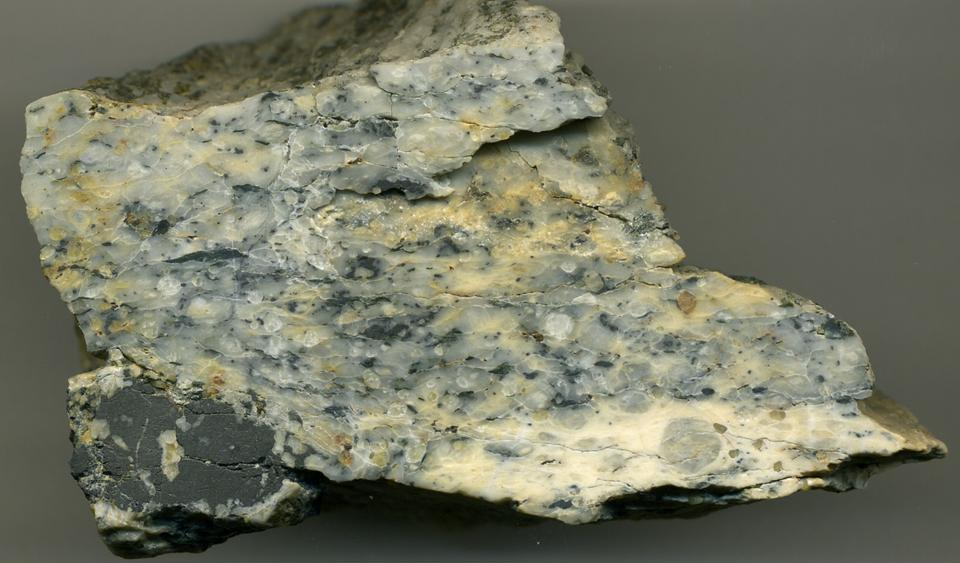
Magnésiocarbonatite du complexe de Verity-Paradise (Colombie-Britannique, Canada). Largeur : 7.4 cm.

Il peut être difficile de reconnaître et distinguer les carbonatites, d'autant plus que leur minéralogie et leur texture peuvent ne pas différer beaucoup de celles du marbre, à l'exception de la présence de minéraux ignés. Selon leur composition minéralogique (et chimique), on distingue les calciocarbonatites (à calcite, les plus courantes), les magnésiocarbonatites (à dolomite), les ferrocarbonatites (à sidérite) et les natrocarbonatites (à nyeréréite et grégoryite, comme à l'Ol Doinyo Lengaï). Les calciocarbonatites intrusives se subdivisent en sövites (en) à grain grossier et alvikites à grain fin, qui diffèrent aussi par leurs concentrations en éléments mineurs et en éléments traces,.
La plupart des carbonatites incluent une fraction silicatée. Ces silicates sont le pyroxène, l'olivine et des minéraux sous-saturés en silice tels que la néphéline et d'autres feldspathoïdes. Les carbonatites ne comportant que 50 à 70 % de carbonates sont qualifiées de silico-carbonatites.

## Géochimie
Exprimée en % mol ou % pds d'oxydes métalliques, la composition chimique des carbonatites est extrêmement inhabituelle pour des roches magmatiques, par leur pauvreté en SiO2 et leur richesse en Na2O et CaO.
Les concentrations en éléments traces des carbonatites se caractérisent par leur richesse en éléments incompatibles (Ba, Cs, Rb) et leur pauvreté en éléments compatibles (Hf, Zr, Ti). Cette particularité, jointe à la sous-saturation en silice, indique que les carbonatites sont formées par de faibles degrés de fusion partielle.

## Origine
Les carbonatites peuvent être volcaniques (sous forme de coulées ou dépôts pyroclastiques) ou plutoniques. Leur formation des carbonatites est encore débattue mais elle implique la présence de sources mantelliques riches en CO2. Peu de gisements de carbonatites existent dans le monde ; seul le volcan Ol Doinyo Lengaï en émet actuellement.
En 2021, une étude à hautes pression et température de mélanges silicates-carbonates suggère la présence d'une couche liquide riche en carbone sous la lithosphère océanique, régulièrement alimentée par les processus de subduction. Cette couche carbonatitique peut être à l'origine d'un affaiblissement mécanique de la limite lithosphère-asthénosphère sous les océans. La fusion sous pression induite par le carbone constituerait alors un mécanisme clé de la tectonique des plaques « moderne » (depuis 3 Ga).